# Thalassodes fiona
Thalassodes fiona är en fjärilsart som beskrevs av Robinson 1975. Thalassodes fiona ingår i släktet Thalassodes och familjen mätare. Inga underarter finns listade i Catalogue of Life.